# Maxime
Die Maxime (französisch maxime Leitspruch, von lateinisch maxima (ergänze: propositio) „die größte oder oberste (Aussage)“) bezeichnet nach heutigem Verständnis die „oberste persönliche Lebensregel“ bzw. einen persönlichen Grundsatz des Wollens und Handelns (La Rochefoucauld, Goethe). 
Der Begriff stammt ursprünglich aus der Logik und ging im Französischen in die Moralistik ein. Bei den französischen Moralisten Luc de Clapiers, Marquis de Vauvenargues (1715–1747) und François de La Rochefoucauld (1613–1680) wurde die Maxime zu einer hohen Form der philosophischen Aussage. Goethes Aphorismensammlung Maximen und Reflexionen wurde erstmals 1833 veröffentlicht.

## Wortgeschichte
Das Substantiv „Maxime“ geht auf den von Boethius verwendeten Ausdruck maximae et principales propositiones (dt. „die obersten und allgemeinsten Aussagen“) zurück. Bei Albert von Rickmersdorf besitzt es noch die logische Bedeutung (locorum alius dicitur locus maximus; dt. „Ein anderer Topos wird als ‚oberster Topos‘ bezeichnet.“). Im Französischen entwickelt sich daraus die ethisch-praktische Bedeutung von les maximes. Besonders stark wirkten hierfür de La Rochefoucaulds Réflexions ou sentences et maximes morales (1665) nach. Doch findet sich der ursprüngliche Wortgebrauch auch später noch, so z. B. bei D’Argens († 1771):

« Propositions évidentes et générales, telles que sont elles qu’on appelle maximes ou axiomes […] On appelle ces premiers principes des maximes ou des axiomes, parce que ce sont des propositions, dont il suffit de concevoir le sens, pour être convaincu de leur certitude. »

„Sich von selbst verstehende und allgemeine Aussagen nennt man Maximen oder Axiome. […] Man nennt diese ersten Prinzipien Maximen oder Axiome, weil es Aussagen sind, deren Sinn man nur begreifen muß, um von ihrer Richtigkeit überzeugt zu sein.“

## „Maxime“ im Sinne Kants
Maximen sind bei Immanuel Kant Ausdruck des Vernunftstrebens nach Einheit und Verallgemeinerung; sie sind subjektiv, insofern sie nicht vom Objekt der Vernunft hergenommen werden, sondern Ausdruck des Vernunftinteresses sind:

„Ich nenne alle subjektiven Grundsätze, die nicht von der Beschaffenheit des Objekts, sondern dem Interesse der Vernunft, in Ansehung einer gewissen möglichen Vollkommenheit der Erkenntnis des Objekts, hergenommen sind, Maximen der Vernunft.“

In der kantischen Ethik, wie Kant sie u. a. in der Kritik der praktischen Vernunft verhandelt, erlangt „Maxime“ als „subjektives Gesetz, nach dem man wirklich handelt“, als „subjektives Prinzip des Wollens“ große Bedeutung. Beliebige praktische Grundsätze sind Maximen, wenn sie zugleich subjektive Gründe der Handlungen, subjektive Grundsätze, werden.
Der kategorische Imperativ verlangt die strikte Verallgemeinerbarkeit der Maximen:

„Handle nur nach derjenigen Maxime, durch die du zugleich wollen kannst, daß sie allgemeines Gesetz werde.“

„Handle so, daß die Maxime deines Willens jederzeit zugleich als Prinzip einer allgemeinen Gesetzgebung gelten könne.“

Der moralische Wert einer Handlung ist gegeben, wenn sich der Mensch seine Maximen durch Vernunfterwägungen widerspruchslos als praktische allgemeine Gesetze denken kann, d. h., wenn er wollen kann, dass die Maximen seiner Handlung zugleich zu einer allgemeinen Gesetzgebung werden (siehe kategorischer Imperativ).
In Anlehnung an Kant hat Charles S. Peirce die für seinen Pragmatismus grundlegende Regel zur Klärung unserer Gedanken als Pragmatische Maxime bezeichnet.